# Jinxiang (métro de Nanning)
Jinxiang (chinois : 金象站 / pinyin : Jīnxiàng zhàn / zhuang : Camh Ginhsieng) est une station de la ligne 2 du métro de Nanning. Elle est située de part et d'autre du boulevard Yinhai, dans le district de Liangqing de la ville de Nanning, en Chine.
Ouverte en 2017, elle comprend deux entrées et une seule plateforme.

## Situation sur le réseau

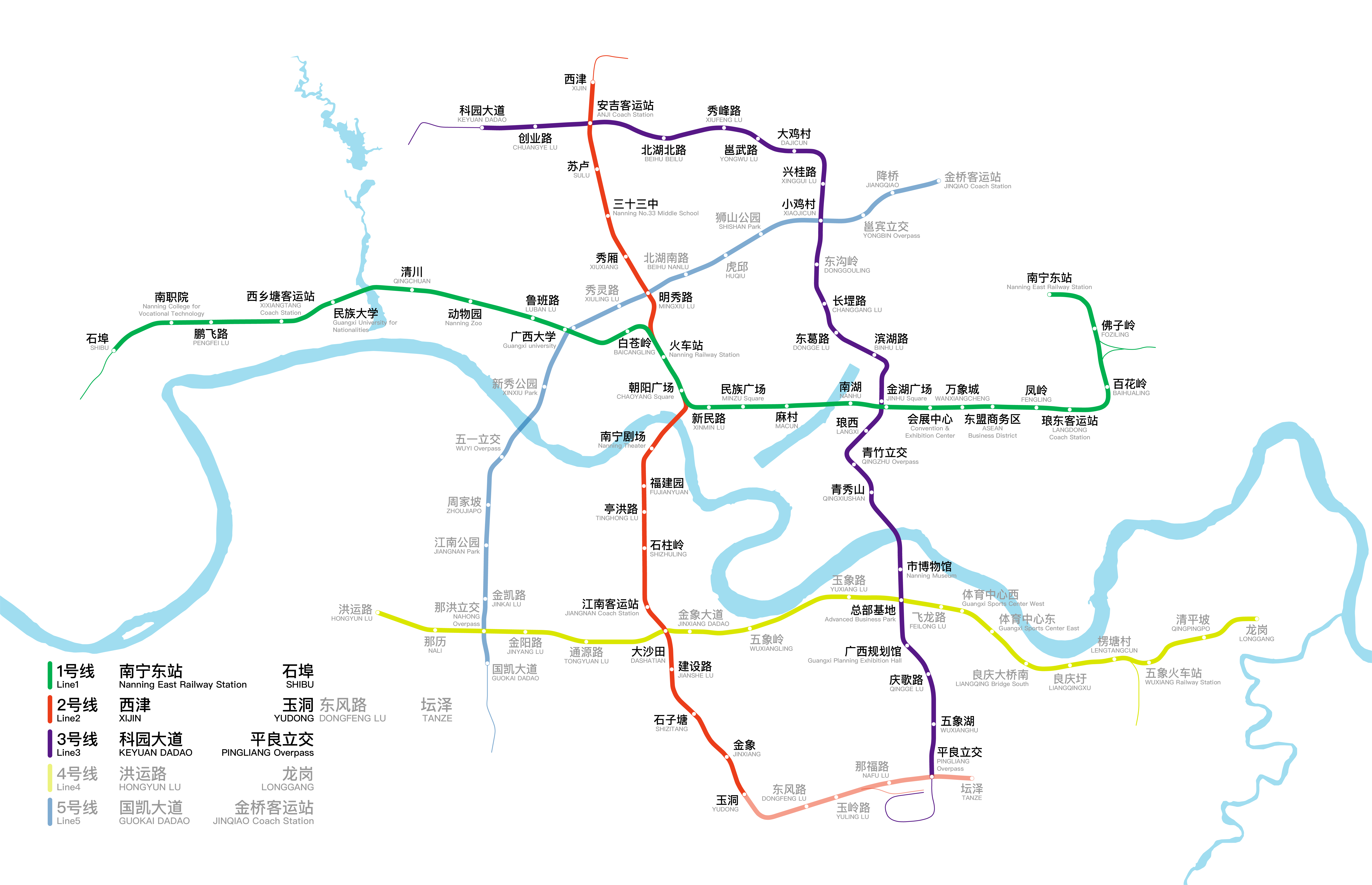
Plan du métro.

Établie en souterrain, Jinxiang est située sur la ligne 2 du métro de Nanning, entre la station Shizitang, en direction du terminus nord Xijin (zh), et la station Yudong, en direction du terminus sud Tanze.

## Histoire
Le tracé de la ligne est décidé en juin 2014, avec une première phase comprenant 18 stations pour 21,2 kilomètres, coûtant environ 15.5 milliards 元. La ligne ouvre officiellement le 28 décembre 2017 avec 17 autres stations.

## Services aux voyageurs

### Accès et accueil
La station est accessible tous les jours, par deux entrées différentes, mais quatre étaient planifiées. Il n'y a pas d'ascenseur pour personnes handicapées pour le moment, mais une est en construction. La station est d'une forme rectangulaire.

Entrées
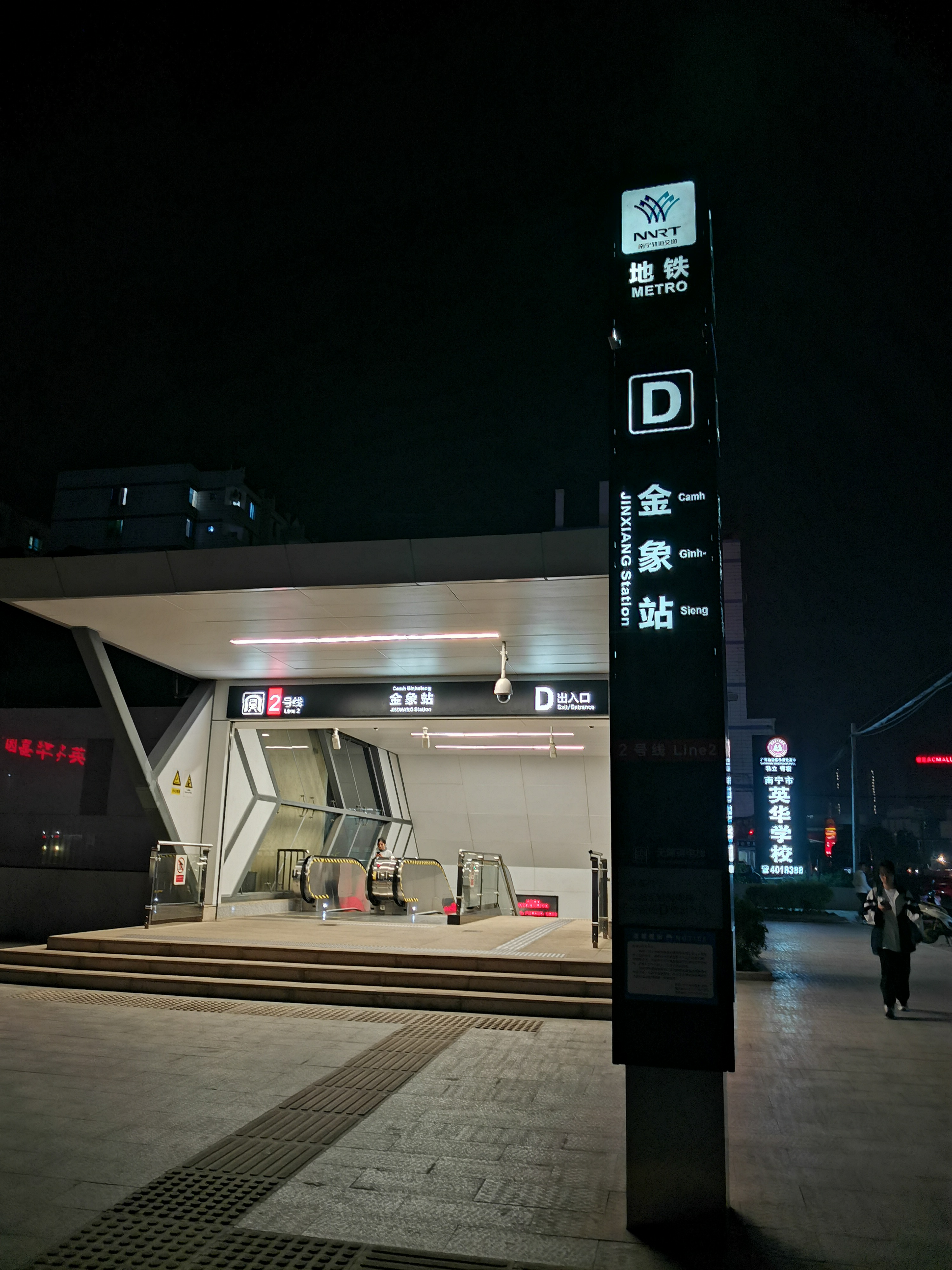
D

Station souterraine, elle dispose de trois niveaux :
| Niveau 0   | Entrées et sorties                     | Entrées et sorties                                         |
| Sous-sol 1 | Salle d'accueil                        | Service à la clientèle, boutiques et guichet libre-service |
| Sous-sol 2 |                                        | Ligne 2 Voie 1 : En direction de Xijin (zh)                |
| Sous-sol 2 | Quai central                           |                                                            |
| Sous-sol 2 | Ligne 2 Voie 2 : En direction de Tanze |                                                            |

### Desserte
Les premiers et derniers passages en direction de Xijin sont à 6h31 et 22h31, tandis que ceux en direction de Tanze est sont à 6h58 et 23h04.

## À proximité
| Numéro                                         | Destinations proches |
| ---------------------------------------------- | --- |
| Sortie A                                       | Entrée fermée |
| Sortie B                                       | Boulevard Yinhai (银海大道), district Yinhai Huating (银海华庭小区), district résidentiel de Ruihe (瑞和家园小区), Marché Guangbaihui (广百汇超市), ICBC |
| Sortie C                                       | Entrée fermée |
| Sortie D                                       | District résidentiel Yinghua (英华嘉园小区), École Yinghua (英华学校)                                                                                    |
| Légende： Ascenseur pour personnes handicapées | |